# Adolfo Celi
Adolfo Celi (født 27. juli 1922 - død 19. februar 1986) var en italiensk skuespiller. Han var bedst kendt for sin rolle som Emilio Largo i James Bond-filmen Thunderball.